# 贝吉施格拉德巴赫
贝吉施格拉德巴赫（發音：[ˌbɛʁɡɪʃ ˈɡlatbax] ⓘ）是德国北莱茵-威斯特法伦州科隆行政区莱茵-贝格县的城市，也是莱茵-贝格县的县治，面积83.09平方千米，2023年12月31日人口为112,660人。

## 友好城市
贝吉施格拉德巴赫与以下城市结为友好城市：
- 巴勒斯坦 拜特贾拉（英语：Beit Jala）（2010年）
- 法國 布尔关雅略（1956年）
- 乌克兰 布恰（2022年）
- 以色列 加内提克瓦（英语：Ganei Tikva）（2012年）
- 法國 茹安维尔勒蓬（1960年）
- 賽普勒斯 利马索尔（1991年）
- 英格兰 卢顿（1956年）
- 立陶宛 馬里揚波萊（1989年）
- 波蘭 普什奇納（1993年）
- 英格兰 兰尼米德区（1995年）
- 荷蘭 費爾森（1956年）